# 1387 Kama
1387 Kama è un asteroide della fascia principale. Scoperto nel 1935, presenta un'orbita caratterizzata da un semiasse maggiore pari a 2,2584595 UA e da un'eccentricità di 0,2084488, inclinata di 5,52899° rispetto all'eclittica.
L'asteroide prende il suo nome dall'omonimo fiume della Russia.